# Rhytm Police
Rhytm Police ist eine deutsche Indietronic-Band aus Bayern, deren Mitglieder in Augsburg und München wohnen.

## Geschichte
Leo Hopfinger und Tom Simonetti lernen sich 2001 bei der Veranstaltungsreihe „beatznbytez“ im Hirsch Lindenberg (Ostallgäu) kennen. Gemeinsam spielen sie in der Improvisations- und Session-Band mongkong auf diversen Kunst- und Clubveranstaltungen im süddeutschen Raum. Zwischen 2003 und 2006 waren die beiden Musiker mit dem Soloprojekt des Bassisten Leo Hopfinger als Band „leroy schlimm“ auf diversen Konzerten in Deutschland und Österreich zu sehen. Sie präsentieren sich damals im Internet auf FM4#Soundpark. So traten sie unter anderem 2005 zu einer Studio 2-Session im Wiener Sender FM4 live auf.
Nach kurzer kreativer Pause trafen sich beide Musiker Anfang 2007 zu mehreren spontanen Impro-Sessions im Proberaum und machten daraus einige Tracks. Der befreundete Editor Wolfgang Weigl produzierte mit Axel König einen Videoclip zu so flyyy. Zur Videopremiere wurde dann die Band Rhytm Police gegründet und spielte ihr erstes Konzert in der Westtorhalle Murnau. Neben zahlreichen Live-Auftritten in den folgenden Jahren entstand 2008 das Debüt-Album turbo bells, das in Zusammenarbeit mit Christian Heiß (Lali Puna) im Portmanteau Studio München produziert und teilweise gemixt wurde. Das Album wurde im Januar 2009 Album der Woche beim Zündfunk.
Bis 2012 hat Rhytm Police weit über 100 Konzerte gespielt, hauptsächlich im süddeutschen Raum, Österreich und Italien. Es kam zu drei Kurztouren in Russland mit Konzerten in Moskau, Kaluga, Rjasan, St. Petersburg und Nowosibirsk.
Im November 2012 veröffentlichen sie das zweite Album debaser auf dem neu gegründeten Label „In Gute Hände“.
2018 kollaborierten Rhytm Police mit dem Münchner Produzenten Albert Pöschl (Echokammer). Sie gründeten daraufhin die Band „H“. Das Album „H“ - (Label: Echokammer) Der Bandname „H“ ist eine Hommage auf das fehlende H in „Rhytm Police“.

## Stil
Der Musikstil der Gruppe wird oft als Indietronic oder Elektropunk bezeichnet. Wesentliche Merkmale sind viele Einflüsse aus diversen Musikstilen und ein bewusster Bruch von Regeln und Grenzüberschreitungen, charakterisiert durch den offensichtlichen Fehler im Bandnamen.

## Diskografie

### Alben
- 2008: turbo bells (CD, Digital 12. Dezember, biegen & brechen / Rough Trade)
- 2009: Killer + Remixe (Digital, biegen & brechen / finetunes)
- 2013: debaser (LP, CD, Digital 31. Oktober, In Gute Hände / Cargo Records)

### Singles und EPs
- 2007: Promotion CD (Demo-CD, Eigenvertrieb)
- 2009: KILLER +Remixe+Remixe+Remixe (Digital, 25. September, biegen & brechen / Rough Trade)
- 2009: bring mich heim (Download BR-Heimatsong)

### Remixe
- 2010: Punk TV – Solar (Rhytm Police Remix) Northern Star Records (RU)
- 2010: Rainer von Vielen – wenn wir wieder werden (Rhytm Police Dub Rework) Promo-CD (ebensomusik / Motor Music)

### Kompilationbeiträge
- 2011: Ghost Train als Musikalischer Beitrag auf dem Freeski Film Aestivation 2. Beilage Skiing DVD[3]

### Videos
- 2007: so flyyy – Moviekombinat
- 2009: space escape – Hans Jörg Höbel Eigenregie
- 2010: Ghost Train – Redmorpheus
- 2012: gotta lotta low – Wolfgang Weigl

## Auszeichnungen
2008 wurde das Video „so flyyy“ beim Videoportal UTV für den Musikvideo-Award nominiert.
2009 wurde das Album „turbo bells“ der Gruppe bei dem Radiosender B2 Zündfunk zum Album der Woche gewählt.
2012 Bayrische Band der Woche